# 3Racha
3Racha (кор. 쓰리라차, стилізується як 3RACHA) — продюсерська команда компанії JYP Entertainment. Вони є авторами дискографії південнокорейського гурту Stray Kids до складу якого входять Бан Чан, Со Чан Бін та Хан Джі Сон.
«스리라차» — це назва гострого соусу, який популярний на Сході Азії, перший склад якого замінили на 쓰, а комбінація  쓰리 в перекладі на укр. означає «три» (що логічно, адже у складі команди троє людей), і так утворилась назва «쓰리라차». Англійський варіант назви це є варіант того, як саме вимовляється корейська назва. 3Racha в одному із варіантів перекладу з іспанської «racha» має значення «порив вітру». Відповідно 3Racha — потрійний порив вітру. На одному із шоу Бан Чан розповів, що «вони хочуть охопити весь світ своїми потужними поривами».

## Історія

##### 2017: мікстейпи та JYP Entertainment
3racha сформувались наприкінці 2016 року, а 18 січня 2017 року вони опублікували свою першу композицію з мікстейпу J:/2017/mixtape, на SoundCloud. Це було ще до початку реаліті-шоу Stray Kids. У той час вони використовували інші псевдоніми. Бан Чан тоді використовував CB97 («С» та «B» — ініціали його реального імені, 97 рік народження). Чанбін використовував SPEARB (англ. «SPEAR» — укр. «спис», «B» — є першою літерою романізації другого складу його імені Бін, англ. Bin). Хан використовував J.One, його прізвище 한 (звучить на укр. «Хан») в перекладі на англ. «one» (укр. «один»), а «J» — перша буква в романізації його імені Ji-sung (Джі Сон).  
З 18 січня по 12 квітня 2017 року вони випустили сім композицій, пізніше всі вони увійшли до їх першого альбому, що виявився репаком J:/2017/mixtape [Архівовано 22 серпня 2021 у Wayback Machine.] 26 квітня 2017.
З 10 травня по 2 серпня 2017 року 3racha випустили ще 7 композицій. 16 серпня 2017 вони випустили новий альбом 3Days [Архівовано 22 серпня 2021 у Wayback Machine.], до якого увійшли попередні сім пісень та дві нові.
З 30 серпня по 6 грудня 2017 року вони випустили 8 нових композицій, які 20 грудня опублікували у новому альбомі Horizon [Архівовано 22 серпня 2021 у Wayback Machine.].

##### 2018 ― 2020: Start Line та дебют у складі Stray Kids
На річницю своєї першої публікації, 18 січня 2018 на SoundCloud вони опублікували пісню «Start Line» [Архівовано 20 жовтня 2021 у Wayback Machine.]. Уже на той момент було відомо, що Stray Kids дебютують у повному складі. «Start Line» — це свого роду, автобіографія кожного з учасників 3Racha, в якій розповідається про їхній шлях до своєї мрії, вони ностальгують, пригадуючи різні події, але з великими сподіваннями вже готові та стоять на «лінії старту».
18 січня 2020 року вони опублікували трек «Carpe Diem» [Архівовано 20 жовтня 2021 у Wayback Machine.].
Після туру у Штатах вони залишились ще на певний час і працювали над новою музикою. Будучи там вони створили більше 10 композицій. На даний момент із них було випущено сім композицій: «Sunshine» та «You Can STAY» з мініальбому Clé: Levanter; «Easy», «GO LIVE» з першого повноформатного альбому Go Live; «Any», «We Go», «The Tortoise and the Hare» з репак альбому In Life; «The View» із другого повноформатного альбому Noeasy.  
3Racha і далі продовжують писати пісні для Stray Kids, вони є авторами більшості текстів їхніх композицій, також беруть участь у створенні музики та аранжуванні.

##### 2021: LOUD, Billboard
3Racha з'явилися у 14 епізоді шоу «Loud» для колаборації із учасниками «команди JYP». Разом з Юн Міном, Чо Ду Хьоном, Лі Ге Хуном, Міцуюкі Омару, Окамото Кейджу та Лі Дон Хьоном вони виконали композицію «Back Door», до якої учасники «Loud» внесли зміни у ліриці.
Після виходу сингл-альбому Scars, 3Racha зуміли підняти свої імена у японському чарті Billboard. Вони посіли сьоме місце у Топ-100 ліриків, поряд з різними відомими японськими ліриками. У той же час у категорії Топ-100 композиторів 3Racha посіли шосте місце.

##### 2022: SKY-HI
21 лютого на цифрових платформах вийшла композиція «Just Breathe», результат колаборації 3Racha з японським виконавцем Sky-Hi та продюсером японського гурту Be First. Інформація про співпрацю з'явилася у твіттері 15 лютого, а 18 ― з'явилося офіційне підтвердження на японському сайті Stray Kids. 20 лютого на японському шоу «Imasia» Sky-Hi розповів про композицію, хоч 3Racha не були присутні на шоу, проте вони дали свої коментарі щодо цієї колаборації. Тизер до кліпу був опублікований 20 лютого, а повне відео вийшло в день релізу синглу.

## Склад
- CB97 (Бан Чан; кор. 방찬)
- SPEARB (Со Чан Бін; кор. 서창빈)
- J.ONE (Хан Джі Сон; кор. 한지성)

## Дискографія

### Альбоми
| J:/2017/mixtape (2017) | J:/2017/mixtape (2017) | J:/2017/mixtape (2017)         | J:/2017/mixtape (2017) | J:/2017/mixtape (2017) | J:/2017/mixtape (2017) |   | 3Days (2017) | 3Days (2017)           | 3Days (2017) | 3Days (2017) | 3Days (2017) | 3Days (2017) |
| №                      | Дата                   | Назва                          | Слова                  | Музика                 | Компонування           | № | Дата         | Назва                  | Слова        | Музика       | Компонування |              |
| ---------------------- | ---------------------- | ------------------------------ | ---------------------- | ---------------------- | ---------------------- | - | ------------ | ---------------------- | ------------ | ------------ | ------------ | ------------ |
| 1                      | 18/01/2017             | Intro                          | 3Racha                 | CB97                   | Burning Hair           | 1 | 10/05/2017   | 쉿                     | 3Racha       | CB97         | CB97         |              |
| 2                      | 01/02/2017             | Tik Tok                        | 3Racha                 | CB97                   | Burning Hair           | 2 | 07/06/2017   | 작은 Dragon Three 마리 | 3Racha       | CB97         | CB97         |              |
| 3                      | 12/04/2017             | Runner's High                  | 3Racha                 | CB97                   | Burning Hair           | 3 | 05/07/2017   | Peer Pressure          | 3Racha       | CB97         | CB97         |              |
| 4                      | 29/03/2017             | Don Quixote                    | 3Racha                 | CB97                   | Burning Hair           | 4 | 19/07/2017   | Small Things           | 3Racha       | CB97         | CB97         |              |
| 5                      | 01/03/2017             | 은석이                         | 3Racha                 | CB97                   | Burning Hair           | 5 | 02/08/2017   | +.-                    | 3Racha       | CB97         | CB97         |              |
| 6                      | 15/02/2017             | WOW                            | 3Racha                 | SPEARB                 | Burning Hair           | 6 | 21/06/2017   | 국산 바나나            | 3Racha       | CB97         | CB97         |              |
| 7                      | 15/03/2017             | NXT 2U                         | 3Racha                 | CB97                   | Burning Hair           | 7 | 24/05/2017   | 힘이 돼                | 3Racha       | J.ONE        | CB97         |              |
|                        |                        |                                |                        |                        |                        | 8 | 16/08/2017   | IF (SPEARB solo)       | SPEARB       | CB97, SPEARB | CB97         |              |
|                        |                        |                                |                        |                        |                        | 9 | 16/08/2017   | I SEE (J.ONE solo)     | J.One        | J.One, CB97  | CB97         |              |
|                        |                        |                                |                        |                        |                        |   |              |                        |              |              |              |              |
| Horizon (2017)         |                        |                                |                        |                        |                        |   |              |                        |              |              |              |              |
| №                      | Дата                   | Назва                          | Слова                  | Музика                 | Компонування           |   |              |                        |              |              |              |              |
| 1                      | 30/08/2017             | Matryoshka                     | 3Racha                 | CB97                   | CB97                   |   |              |                        |              |              |              |              |
| 2                      | 13/09/2017             | Hoodie Season                  | 3Racha                 | CB97                   | CB97                   |   |              |                        |              |              |              |              |
| 3                      | 27/09/2017             | P.A.C.E.                       | 3Racha                 | CB97                   | CB97                   |   |              |                        |              |              |              |              |
| 4                      | 11/10/2017             | 고장난 나침반 (Broken Compass) | 3Racha                 | CB97                   | CB97                   |   |              |                        |              |              |              |              |
| 5                      | 25/10/2017             | Placebo                        | 3Racha                 | CB97                   | CB97                   |   |              |                        |              |              |              |              |
| 6                      | 08/11/2017             | SCENE STEALERS                 | 3Racha                 | CB97                   | CB97                   |   |              |                        |              |              |              |              |
| 7                      | 06/12/2017             | Double Knot                    | 3Racha                 | CB97                   | CB97                   |   |              |                        |              |              |              |              |
| 8                      | 22/11/2017             | For You                        | 3Racha                 | CB97                   | CB97                   |   |              |                        |              |              |              |              |

### Колаборація
| Виконавці           | Назва        | Дата       | Слова               | Продюсер |
| ------------------- | ------------ | ---------- | ------------------- | -------- |
| Sky-Hi feat. 3Racha | Just Breathe | 21/02/2022 | Sky-Hi, 3Racha, UTA | UTA      |

### Сингли
| Назва      | Дата       | Слова         | Продюсер |
| ---------- | ---------- | ------------- | -------- |
| Start Line | 18/01/2018 | 3Racha        | CB97     |
| ZONE       | 09/09/2018 | 3Racha        | CB97     |
| Carpe Diem | 18/01/2020 | SPEARB, J.One | CB97     |

### Видалені пісні
| Назва                     | Слова  | Альбом          | Рік  |
| ------------------------- | ------ | --------------- | ---- |
| The Dreamz                | 3Racha | J:/2017/mixtape | 2017 |
| Complain                  | 3Racha | J:/2017/mixtape | 2017 |
| 42                        | 3Racha | J:/2017/mixtape | 2017 |
| ₩1,000,000                | 3Racha | J:/2017/mixtape | 2017 |
| Cloud 9                   | 3Racha | J:/2017/mixtape | 2017 |
| 건들지마                  | 3Racha | J:/2017/mixtape | 2017 |
| Bucket List               | 3Racha | J:/2017/mixtape | 2017 |
| 그림자도 빛이 있어야 존재 | 3Racha | 3Days           | 2017 |
| 깨                        | 3Racha | 3Days           | 2017 |
| ID: a                     | 3Racha | 3Days           | 2017 |
| Subway Pt.II              | 3Racha | 3Days           | 2017 |
| Cypher I                  | 3Racha | 3Days           | 2017 |
| 지갑방                    | 3Racha | 3Days           | 2017 |
| Alchemistry               | 3Racha | 3Days           | 2017 |

## Нотатки
1. 1 2 3  У кожного з альбомів є своя дата публікації, але усі треки були викладені на SoundCloud ще до їхніх виходів